# Érico Djan
Érico Djan Corte de Alencar, simplesmente chamado de Érico Djan ou Dr. Érico (Caruaru, 12 de julho de 1978), é um médico e político brasileiro, filiado ao Cidadania. Foi eleito Deputado Estadual pelo Estado da Paraíba nas Eleições 2018, obtendo 20.327 votos (0,99%) e ficando na 33ª posição.
Em Patos, seu reduto eleitoral, atingiu 14.626 votos (31,47%). Ele também atingiu 1.208 votos (33,14%) no município de Santa Terezinha, na Região Metropolitana de Patos. Tomou posse em 1º de fevereiro de 2019 na ALPB - Assembleia Legislativa do Estado da Paraíba.

## Biografia
Filho da professora Audecí Alencar e Jerônimo Alencar, é casado com Germana Wanderley Alencar e possui dois filhos (Camila e Miguel). É formado pela Universidade Estadual de Pernambuco, com especialidade em cirurgia geral. Mudou-se para Patos em 2002, onde exerceu sua função em municípios vizinhos. Foi diretor do Hospital Infantil Noaldo Leite, em Patos, entre 2011 e 2016.
Atualmente é presidente da Comissão de Saúde, Saneamento, Assistência Social, Segurança Alimentar e Nutricional e membro da Comissão de Educação, Cultura e Desporto, ambos na Assembleia Legislativa do Estado da Paraíba.